# Zodarion andalusiacum
Zodarion andalusiacum là một loài nhện trong họ Zodariidae.
Loài này thuộc chi Zodarion. Zodarion andalusiacum được Rudy Jocqué miêu tả năm 1991.